# Désir (film, 1936)
Pour les articles homonymes, voir Desire et Désir (homonymie).
Pour plus de détails, voir Fiche technique et Distribution.
Désir (titre original : Desire) est un film américain réalisé par Frank Borzage, sorti en 1936.

## Synopsis
Madeleine de Beaupré, belle voleuse internationale, réussit à subtiliser en France un collier de perles fabuleuses et s’enfuit vers l’Espagne. Sur la route, elle croise un ingénieur de Detroit en vacances, Tom Bradley, et le retrouve un peu plus loin, au moment de franchir la frontière. Craignant d’être fouillée, elle glisse le collier dans la poche du touriste ingénu. Après être passés tous deux sans encombre en Espagne, Madeleine entreprend la conquête de Tom afin de récupérer son butin, en feignant une panne de voiture…

## Fiche technique
- Titre original : Désir
- Titre original : Desire
- Réalisation : Frank Borzage, certaines scènes ayant été tournées par Ernst Lubitsch (non crédité)
- Scénario : Edwin Justus Mayer, Waldemar Young, Samuel Hoffenstein et Benn W. Levy (non crédité), d'après la pièce Die Schönen Tage von Aranjuez de Hans Székely et Robert A. Stemmle
- Production : Frank Borzage, Ernst Lubitsch et Henry Herzbrun producteur exécutif (non crédité)
- Société de production : Paramount Pictures
- Musique : Frederick Hollander, Gerard Carbonara et Phil Boutelje (non crédités)
- Photographie : Charles Lang et Victor Milner (non crédité)
- Effets visuels : Harry Perry
- Montage : William Shea
- Direction artistique : Hans Dreier et Robert Usher
- Costumes : Travis Banton
- Pays de production :  États-Unis
- Langues de tournage : anglais - espagnol
- Tournage : du 16 septembre 1935 au  21 décembre 1935 et du 4 février 1936 au 5 février 1936
- Format : Noir et blanc — 35 mm — 1,37:1 — Son : Mono (Western Electric Noiseless Recording)
- Genre : Comédie, Film policier, Film romantique
- Durée : 95 minutes
- Dates de sortie : 
  - États-Unis : 11 avril 1936

## Distribution
- Marlene Dietrich (VF : Marie Francey) : Madeleine de Beaupré
- Gary Cooper (VF : Richard Francœur) : Tom Bradley
- John Halliday : Carlos Margoli
- William Frawley : M. Gibson
- Ernest Cossart : Aristide Duvalle
- Akim Tamiroff : Avilia
- Alan Mowbray (VF : Jean Clarens) : Dr Maurice Pauquet
- Zeffie Tilbury : Tante Olga

Acteurs non crédités
- Enrique Acosta : Pedro
- Stanley Andrews
- George Davis : Garagiste
- Alice Feliz : Pepi
- Gaston Glass, Armand Kaliz : Employés de bijouterie

## Autour du film
- C'est le premier film américain de Marlene Dietrich sans Sternberg. Elle retrouve un ton frais et joyeux après sept films étouffants de son mentor Josef von Sternberg
- Le réalisateur se joue des règles de la censure d'Hollywood. Après un baiser appuyé, nous retrouvons les deux amants, au matin, bien sûr chacun dans son lit et dans sa chambre, mais le désordre des draps et l'état d'épuisement des deux protagonistes nous laisse supposer combien la nuit a été folle.